# Frans Kellendonk-prijs
De Frans Kellendonk-prijs is een literaire prijs die sinds 1993 elke drie jaar wordt toegekend aan een auteur jonger dan 40 jaar voor een Nederlands literair werk of oeuvre dat getuigt van een onafhankelijke en originele kijk op maatschappelijke of existentiële problematiek. Combinaties met andere literaire uitingsvormen (vertaling, voordracht, journalistiek) zijn mogelijk. De prijs wordt toegekend door de Maatschappij der Nederlandse Letterkunde en is ingesteld op initiatief van de Stichting Frans Kellendonk Fonds ter ere van en nagedachtenis aan de Nederlandse schrijver Frans Kellendonk die in 1990 overleed op 39-jarige leeftijd.

## Lijst met laureaten
- 2023 - Joost de Vries
- 2020 - Wytske Versteeg voor haar werk als romanschrijver en essayist[2].
- 2017 - Hanna Bervoets
- 2014 - Esther Gerritsen
- 2011 - Arnon Grunberg - gehele oeuvre
- 2008 - Marjolijn Februari - gehele oeuvre
- 2005 - Piet Gerbrandy - gehele oeuvre
- 2003 - Henk van Woerden - gehele oeuvre
- 1999 - Dirk van Weelden - gehele oeuvre
- 1996 - Benno Barnard - Het gat in de wereld (1993)
- 1993 - Kristien Hemmerechts - gehele oeuvre